# Pikhaak

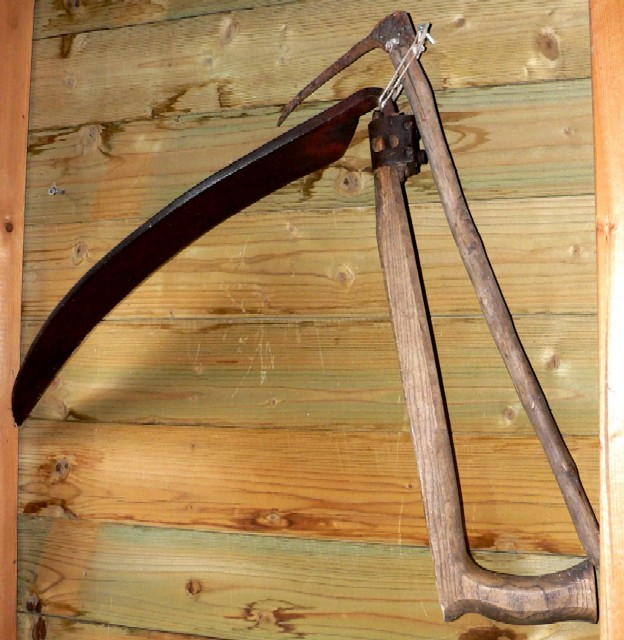
Zicht / pik + berhaak / mathaak / pikhaak

Een pikhaak, berhaak  of mathaak is een landbouwwerktuig dat gebruikt wordt in combinatie met een zicht. 
Het bestaat uit een dunne, smalle houten steel van ongeveer 60 tot 100 cm met, een licht gebogen (smeed)ijzeren haak van circa 15 tot max. 30 cm loodrecht erop. De steel van de pikhaak is soms voorzien van een gleuf waardoorheen het blad van de zicht kon worden gestoken om zicht en pikhaak gemakkelijk op de schouder te kunnen dragen. Dikwijls eindigde de steel op een punt om de haak in de grond te kunnen steken.
Het werd gebruikt door een pikker om graan te maaien in combinatie met de zicht. Het graan werd ermee samengerold. Daarna werd dit graan samengebonden door bindsters met een handje halmen tot een schoof (garf, garve of korenschoof). Deze schoven werden dan te drogen gezet, door meerdere schoven tegen elkaar te plaatsen tot een hok.